# 间斑寇蛛
间斑寇蛛（学名：Latrodectus tredecimguttatus），又名歐洲黑寡婦蜘蛛、地中海黑寡婦蜘蛛，为球蛛科寇蛛属的一種劇毒蜘蛛。分布于地中海沿岸各国以及中国大陆的新疆等地。中亞的间斑寇蛛本為獨立的種Latrodectus lugubris，但現已併入间斑寇蛛，只是有些科學文獻偶爾還會使用。而间斑寇蛛有時會被當成黑寡婦蜘蛛的亞種。